# Aeroporto de Bankstown

O Aeroporto de Bankstown (IATA: BWU, ICAO: YSBK) é um aeroporto e parque empresarial nos subúrbios de Sydney, em Nova Gales do Sul, Austrália. É o segundo maior aeroporto que serve a cidade. Ocupa uma área de 313 hectares e tem três pistas, um terminal de passageiros, e um parque empresarial com mais de 170 empresas.
Opera 24 horas por dia, registrando no ano de 2011 um fluxo de 243 126 movimentos de aeronaves, o que faz dele o quarto aeroporto mais movimentado da Austrália. Nele se concentra um enorme fluxo de aeronave ligeiras, escolas de voo de aviões e helicópteros e empresas manutenção de aeronaves.